# Emmie Oprecht
Emmie Oprecht (Zürich, 13 januari 1899 - aldaar, 15 april 1990) was een Zwitserse boekhandelaarster en uitgeefster.

## Biografie
Emmie Oprecht was een dochter van Friedrich Fehlmann, een elektricien, en van Louise Emilie Ritter. Ze volgde een handelsopleiding in Zürich. Tijdens de Eerste Wereldoorlog zette ze zich in voor de hulpacties van de Zwitserse arbeidersbeweging ten voordele van Oostenrijkse kinderen die oorlogsslachtoffer waren geworden. In 1921 huwde ze Emil Oprecht. In de jaren 1920 en 1930 baatte ze samen met haar echtgenoot de boekhandel en uitgeverij Oprecht uit (Oprecht-Verlag). Ten tijde van het nationaalsocialisme in Duitsland vingen zij een groot aantal artiesten en intellectuelen op die door de nazi's werden vervolgd. Na het overlijden van haar echtgenoot in 1952 nam ze de leiding over de boekhandel en uitgeverij over.